# Caimanops amphiboluroides
Caimanops amphiboluroides är en ödleart som beskrevs av  Lucas och FROST 1902. Caimanops amphiboluroides ingår i släktet Caimanops och familjen agamer. Inga underarter finns listade.